# Fontet
Fontet est une commune du Sud-Ouest de la France, située dans le département de la Gironde, en région Nouvelle-Aquitaine.

## Géographie

### Localisation
La commune de Fontet se situe au sud-ouest (rive gauche) de la Garonne, à 64 km au sud-est de Bordeaux, chef-lieu du département, à 19 km à l'est de Langon, chef-lieu d'arrondissement, et à 4 km au sud de La Réole, ancien chef-lieu de canton.

### Communes limitrophes
Les communes limitrophes en sont La Réole au nord (quartier du Rouergue), Hure au sud-est, Noaillac au sud, Loupiac-de-la-Réole à l'ouest et Blaignac et Floudès au nord-ouest. À l'est, sur la rive droite de la Garonne, se trouve la commune de Bourdelles.
| Floudès Blaignac    | La Réole (quartier du Rouergue) |                                      |
| Loupiac-de-la-Réole | Fontet                          | Rive droite de Bourdelles la Garonne |
|                     | Noaillac                        | Hure                                 |

### Hydrographie
La commune est traversée d'est en ouest par le canal de Garonne.
À l'exception de la zone au sud du canal, le territoire communal, à l'instar des communes environnantes sises entre Garonne et canal de Garonne, est quasiment plat. Il est classé en zone rouge dans le cadre du plan de prévention du risque inondation (PPRI). Des digues de protection contre les crues de la Garonne le sillonnent.

### Climat
Pour des articles plus généraux, voir Climat de la Nouvelle-Aquitaine et Climat de la Gironde.
Historiquement, la commune est exposée à un climat océanique aquitain.  
En 2020, Météo-France publie une typologie des climats de la France métropolitaine dans laquelle la commune est exposée à un climat océanique et est dans la région climatique  Aquitaine, Gascogne, caractérisée par une pluviométrie abondante au printemps, modérée en automne, un faible ensoleillement au printemps, un été chaud (19,5 °C), des vents faibles, des brouillards fréquents en automne et en hiver et des orages fréquents en été (15 à 20 jours).
Pour la période 1971-2000, la température annuelle moyenne est de 13,3 °C, avec une amplitude thermique annuelle de 15,4 °C. Le cumul annuel moyen de précipitations est de 818 mm, avec 10,6 jours de précipitations en janvier et 6,5 jours en juillet. Pour la période 1991-2020, la température moyenne annuelle observée sur la station météorologique la plus proche, située sur la commune de Saint-Sulpice-de-Pommiers à 14 km à vol d'oiseau, est de 13,8 °C et le cumul annuel moyen de précipitations est de 764,8 mm,. Pour l'avenir, les paramètres climatiques de la commune estimés pour 2050 selon différents scénarios d’émission de gaz à effet de serre sont consultables sur un site dédié publié par Météo-France en novembre 2022.

## Urbanisme

### Typologie
Au 1er janvier 2024, Fontet est catégorisée commune rurale à habitat dispersé, selon la nouvelle grille communale de densité à sept niveaux définie par l'Insee en 2022.
Elle est située hors unité urbaine. Par ailleurs la commune fait partie de l'aire d'attraction de La Réole, dont elle est une commune de la couronne,. Cette aire, qui regroupe 20 communes, est catégorisée dans les aires de moins de 50 000 habitants,.

### Occupation des sols

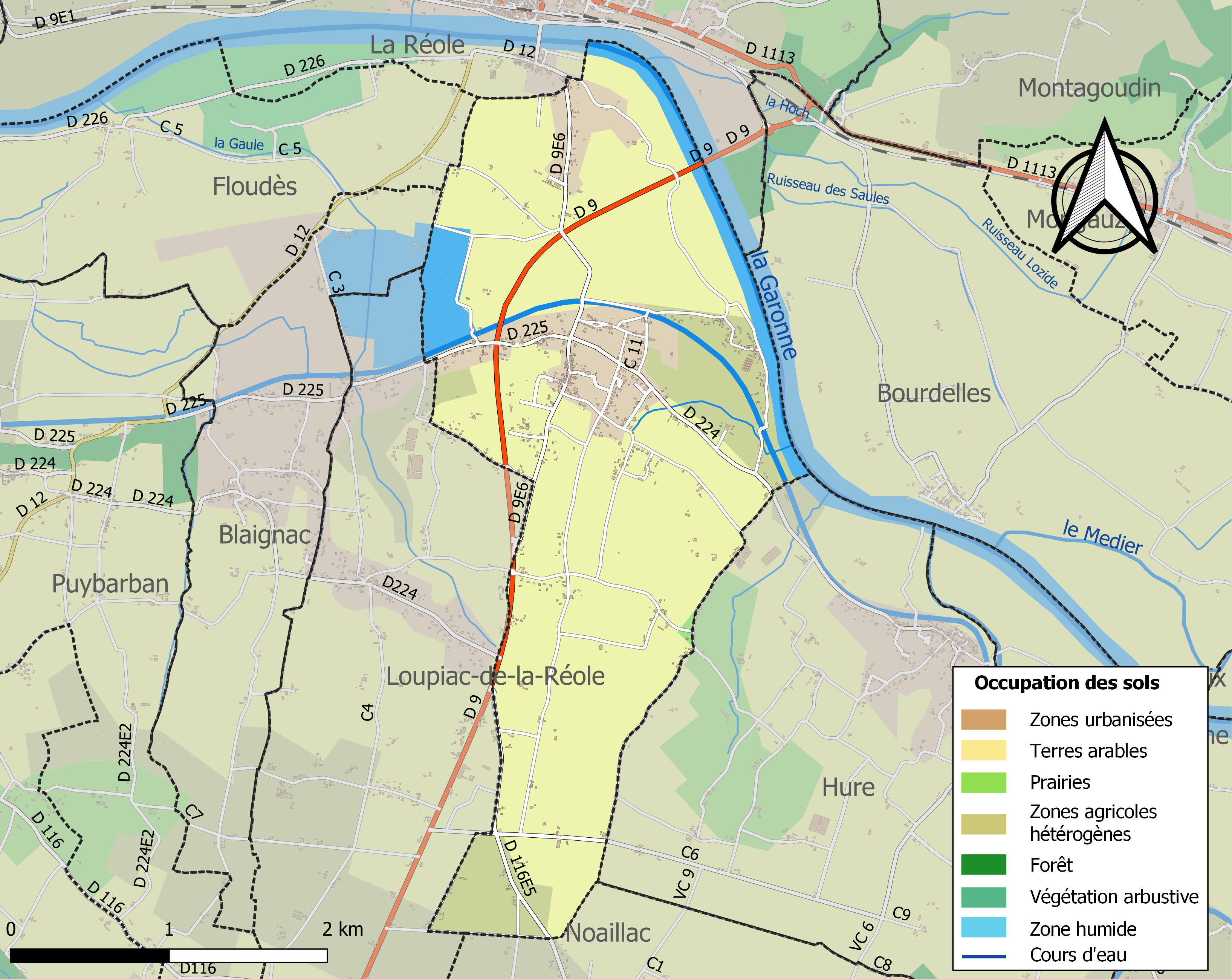
Carte des infrastructures et de l'occupation des sols de la commune en 2018 (CLC).

L'occupation des sols de la commune, telle qu'elle ressort de la base de données européenne d’occupation biophysique des sols Corine Land Cover (CLC), est marquée par l'importance des territoires agricoles (83,7 % en 2018), en diminution par rapport à 1990 (96,7 %). La répartition détaillée en 2018 est la suivante : 
terres arables (71,6 %), zones agricoles hétérogènes (11,8 %), zones urbanisées (10,6 %), eaux continentales (5,7 %), prairies (0,3 %). L'évolution de l’occupation des sols de la commune et de ses infrastructures peut être observée sur les différentes représentations cartographiques du territoire : la carte de Cassini (XVIIIe siècle), la carte d'état-major (1820-1866) et les cartes ou photos aériennes de l'IGN pour la période actuelle (1950 à aujourd'hui).

### Hameaux et lieux-dits
La Madone, Tamadis, Le Cricq, Médoc, Le Castéra, Tartifume, Guilleton, Lasserre.

### Voies de communication et transports
Le territoire communal est traversé par la route départementale D 9 qui mène, vers le nord-ouest et à proximité de La Réole, à la route départementale D 1113 (ancienne route nationale 113, Bordeaux-Marseille) et, vers le sud, à l'autoroute A62 puis permet de rejoindre Bazas au sud-ouest ou Grignols vers le sud-est par la route départementale D 10 ; le bourg proprement dit est traversé, d'une part, par la route départementale D 9e6 qui permet de rejoindre La Réole vers le nord et ladite D 9 au sud et, d'autre part, par la route départementale D 225 qui mène en direction de Puybarban à l'ouest et au-delà en direction de Langon par la route départementale D 224 ; ladite départementale D 224 se prolonge à l'ouest du bourg en direction de Meilhan-sur-Garonne.
L'accès à l'autoroute A62 (Bordeaux-Toulouse) le plus proche est le no 04, dit de La Réole, qui se situe à 6,5 km vers le sud.
L'accès no 1, dit de Bazas, à l'autoroute A65 (Langon-Pau) se situe à 25 km vers le sud-ouest.
La gare SNCF la plus proche est celle de La Réole, sur la ligne Bordeaux - Sète du TER Nouvelle-Aquitaine, située à 2,5 km au nord.

### Risques majeurs
Le territoire de la commune de Fontet est vulnérable à différents aléas naturels : météorologiques (tempête, orage, neige, grand froid, canicule ou sécheresse), inondations et séisme (sismicité très faible). Il est également exposé à un risque technologique, la rupture d'un barrage. Un site publié par le BRGM permet d'évaluer simplement et rapidement les risques d'un bien localisé soit par son adresse soit par le numéro de sa parcelle.

#### Risques naturels
Certaines parties du territoire communal sont susceptibles d’être affectées par le risque d’inondation par débordement de cours d'eau, notamment la Garonne et le canal Latéral à la Garonne. La commune a été reconnue en état de catastrophe naturelle au titre des dommages causés par les inondations et coulées de boue survenues en 1982, 1992, 1999, 2009 et 2021,.

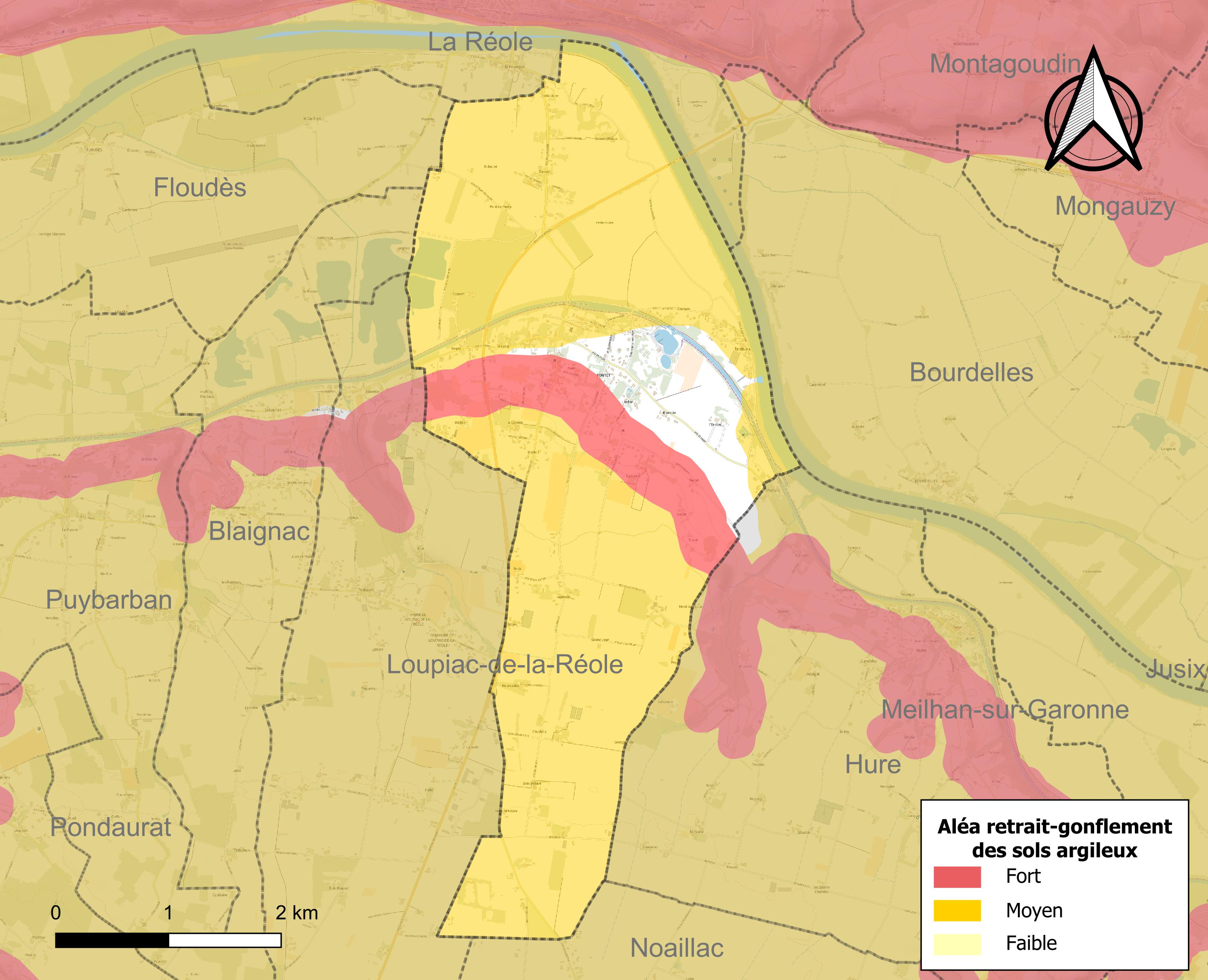
Carte des zones d'aléa retrait-gonflement des sols argileux de Fontet.

Le retrait-gonflement des sols argileux est susceptible d'engendrer des dommages importants aux bâtiments en cas d’alternance de périodes de sécheresse et de pluie. 90,7 % de la superficie communale est en aléa moyen ou fort (67,4 % au niveau départemental et 48,5 % au niveau national). Sur les 358 bâtiments dénombrés sur la commune en 2019, 320 sont en aléa moyen ou fort, soit 89 %, à comparer aux 84 % au niveau départemental et 54 % au niveau national. Une cartographie de l'exposition du territoire national au retrait gonflement des sols argileux est disponible sur le site du BRGM,.
Par ailleurs, afin de mieux appréhender le risque d’affaissement de terrain, l'inventaire national des cavités souterraines permet de localiser celles situées sur la commune.
Concernant les mouvements de terrains, la commune a été reconnue en état de catastrophe naturelle au titre des dommages causés par des mouvements de terrain en 1999.

#### Risques technologiques
La commune est en outre située en aval du  barrage de Grandval, un ouvrage sur la Truyère de classe A soumis à PPI et disposant d'une retenue de 270,6 millions de mètres cubes. À ce titre elle est susceptible d’être touchée par l’onde de submersion consécutive à la rupture de cet ouvrage.

## Toponymie
Le nom de Fontet signifie « petite fontaine ». La commune possède en effet un grand nombre de sources d'eau.
Le nom de la commune est Hontet en gascon.

## Histoire
Le village originel de Fontet, devait se situer sur une motte féodale, dans le hameau actuel de Tartifume, au nord-est du bourg actuel. On y fait mention en 1500. Cette motte féodale était située en surplomb d’un méandre de la Garonne. Cette élévation naturelle, était un élément de l’ensemble défensif de La Réole, avec le château des Quat'Sos, le Castéra (motte au sud du bourg) et la chartreuse de Blaignac. De cette situation défensive, il ne reste aujourd'hui que des ruines de murailles et des fossés. Du village médiéval, restent le patrimoine architectural de l'église et quelques vestiges du château de Tartifume. Un pont suspendu sur le canal latéral à la Garonne se nomme pont suspendu de Tartifume, il se situe juste à côté de l'écluse no 48. Au Moyen Âge, les pèlerins en route pour Saint-Jacques-de-Compostelle traversaient la Garonne au gué de Tartifume. Les Bénédictins possédaient le droit de bac à cet endroit.
À la Révolution, la paroisse Saint-Front de Fontet forme la commune de Fontet.

## Politique et administration

### Intercommunalité
Le 1er janvier 2014, la communauté de communes du Réolais ayant été supprimée, la commune de Fontet s'est retrouvée intégrée à la communauté de communes du Réolais en Sud Gironde siégeant à La Réole.

## Démographie
Les habitants sont appelés les Fontésiens.
L'évolution du nombre d'habitants est connue à travers les recensements de la population effectués dans la commune depuis 1793. Pour les communes de moins de 10 000 habitants, une enquête de recensement portant sur toute la population est réalisée tous les cinq ans, les populations de référence des années intermédiaires étant quant à elles estimées par interpolation ou extrapolation. Pour la commune, le premier recensement exhaustif entrant dans le cadre du nouveau dispositif a été réalisé en 2006.

En 2022, la commune comptait 746 habitants, en évolution de −6,05 % par rapport à 2016 (Gironde : +6,91 %, France hors Mayotte : +2,11 %).
| 1793 | 1800 | 1806 | 1821 | 1831 | 1836 | 1841 | 1846 | 1851 |
| ---- | ---- | ---- | ---- | ---- | ---- | ---- | ---- | ---- |
| 760  | 592  | 568  | 567  | 695  | 683  | 714  | 782  | 672  |

| 1856 | 1861 | 1866 | 1872 | 1876 | 1881 | 1886 | 1891 | 1896 |
| ---- | ---- | ---- | ---- | ---- | ---- | ---- | ---- | ---- |
| 705  | 732  | 753  | 735  | 720  | 704  | 713  | 692  | 682  |

| 1901 | 1906 | 1911 | 1921 | 1926 | 1931 | 1936 | 1946 | 1954 |
| ---- | ---- | ---- | ---- | ---- | ---- | ---- | ---- | ---- |
| 671  | 665  | 621  | 611  | 580  | 617  | 624  | 632  | 647  |

| 1962 | 1968 | 1975 | 1982 | 1990 | 1999 | 2006 | 2011 | 2016 |
| ---- | ---- | ---- | ---- | ---- | ---- | ---- | ---- | ---- |
| 675  | 626  | 636  | 672  | 715  | 732  | 735  | 816  | 794  |

| 2021 | 2022 | - | - | - | - | - | - | - |
| ---- | ---- | - | - | - | - | - | - | - |
| 758  | 746  | - | - | - | - | - | - | - |

## Culture locale et patrimoine

### Lieux et monuments
- L'église Saint-Front a été construite entre les XVIe et XVIIe siècles. Elle est inscrite au titre des monuments historiques depuis 1925[29].
- Le pigeonnier de Lagrange, circulaire, est caractérisé par le dôme en cloche qui le surmonte[30].
- Sur le canal de Garonne, se situent les écluses nos 48 et 49, la première au lieu-dit l'Auriole à proximité de Hure et portant le nom du lieu-dit, la seconde en limite du territoire communal de Loupiac-de-la-Réole et dite écluse de Fontet.
- Une assez importante base nautique communiquant avec le canal permet le mouillage de bateaux de plaisance.
- Un musée des Allumettes et de l'Artisanat, privé, peut être visité à proximité de la base nautique[31].

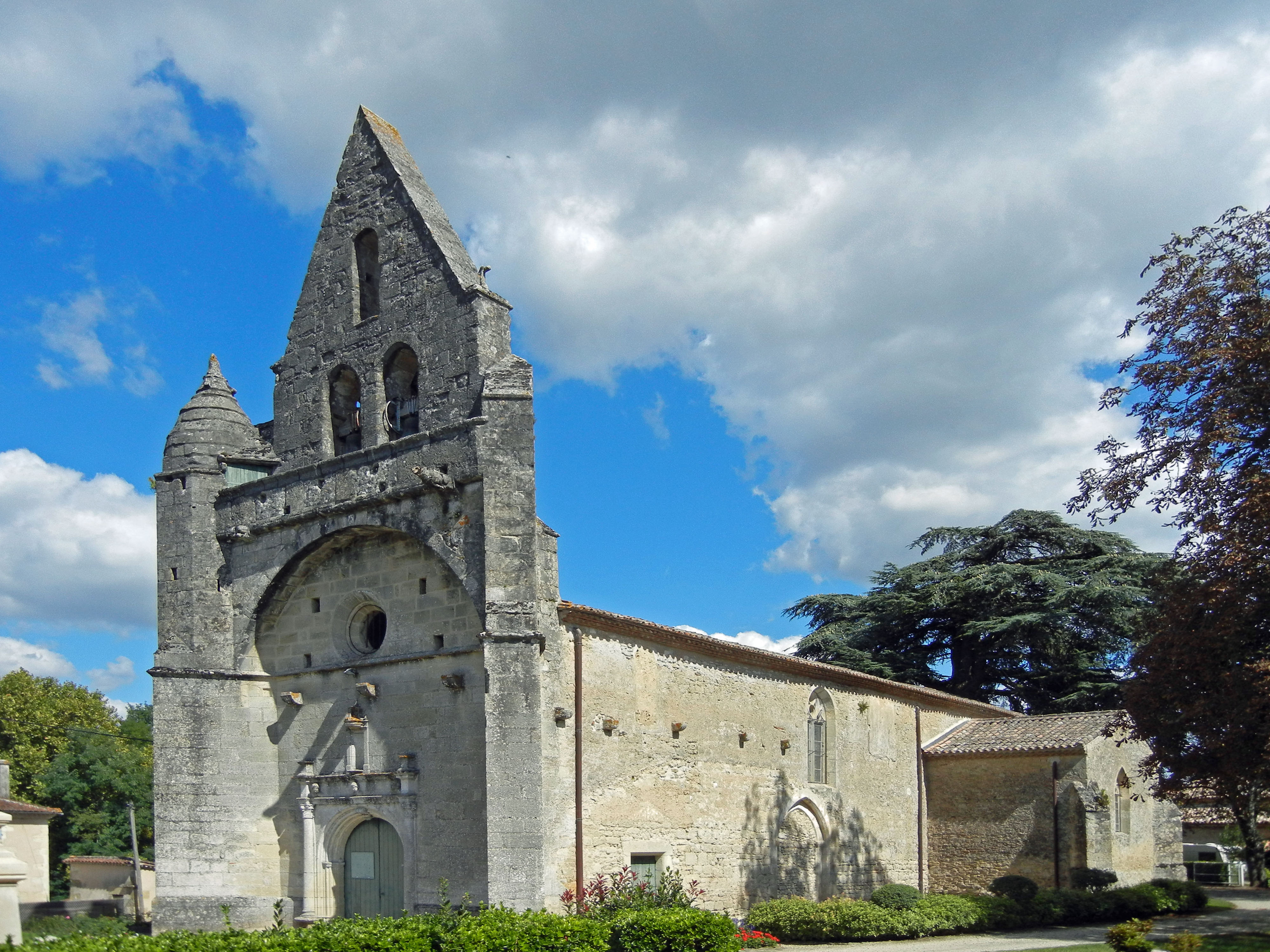
Église Saint-Front.
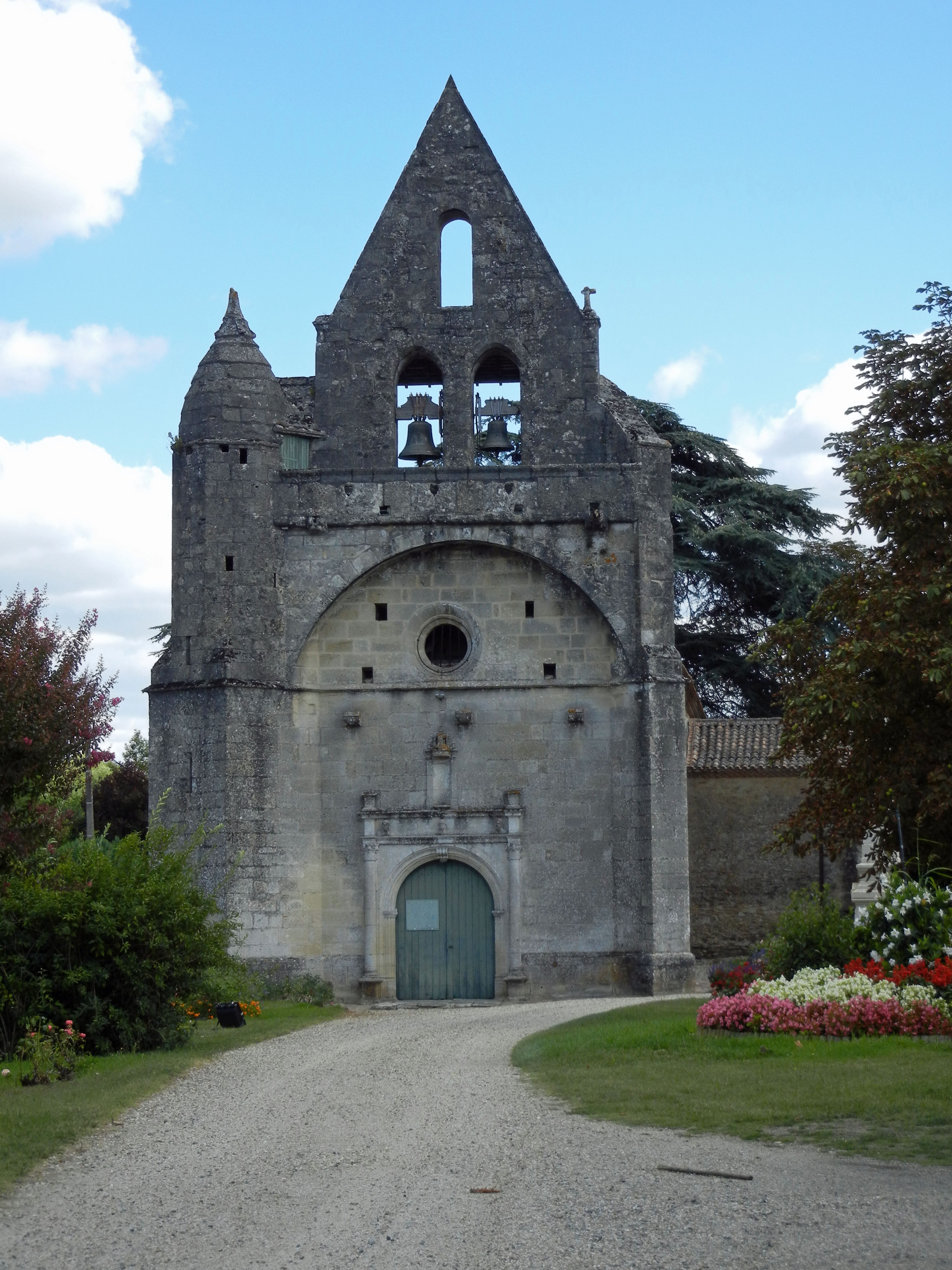
Église Saint-Front.
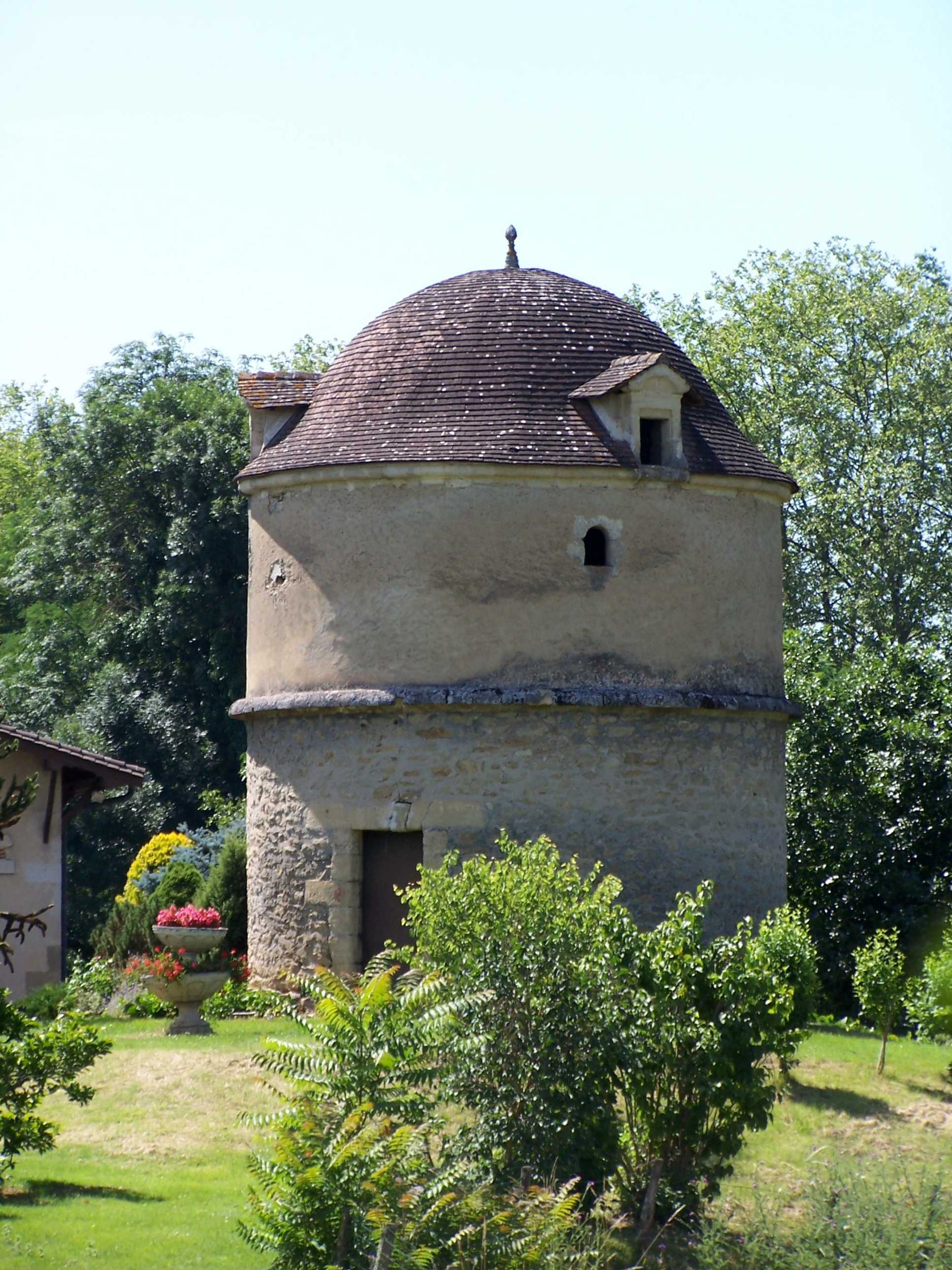
Pigeonnier de Lagrange (juin 2012).
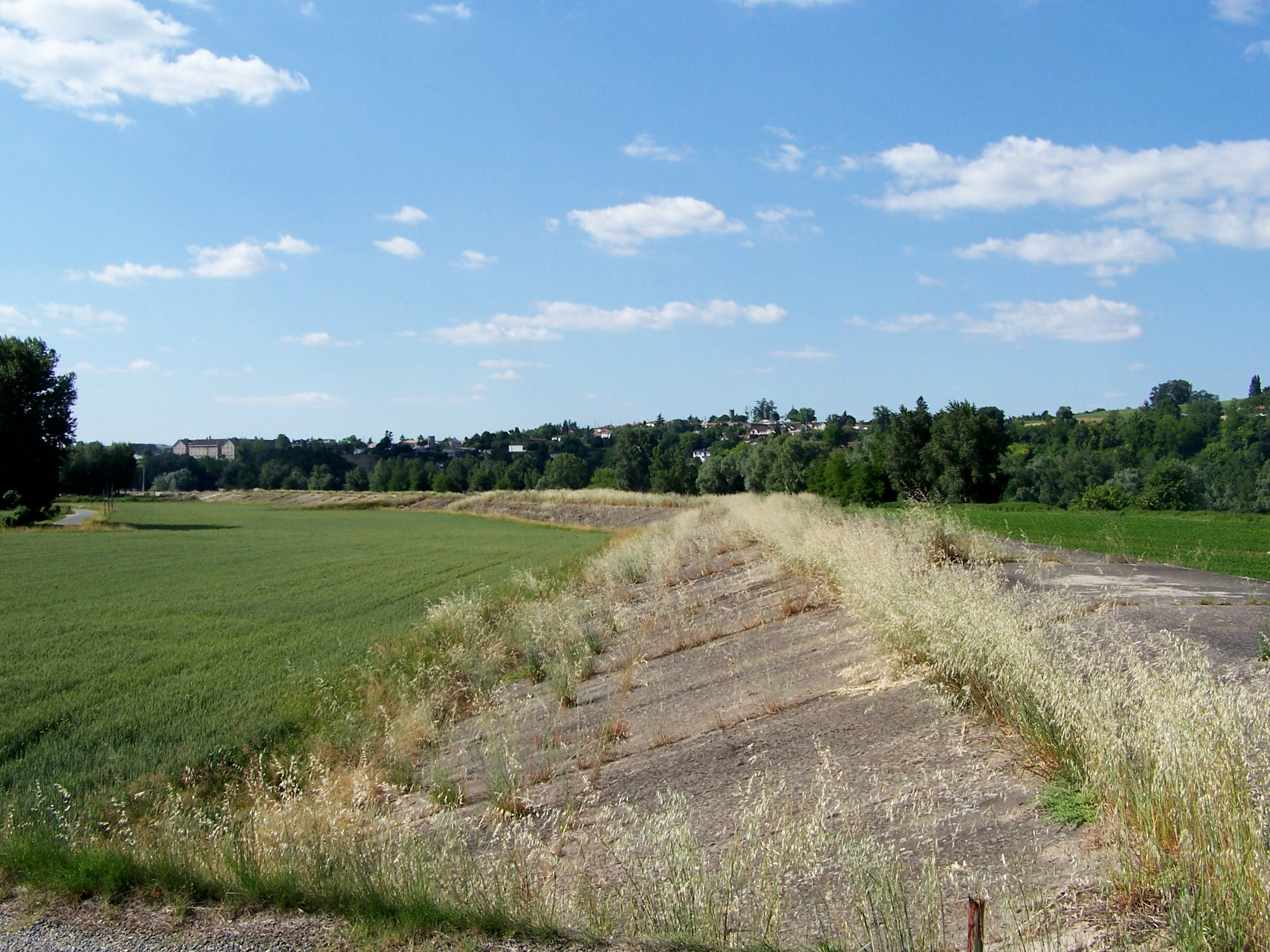
Digue le long de la Garonne, partie est en face de La Réole (juin 2009).
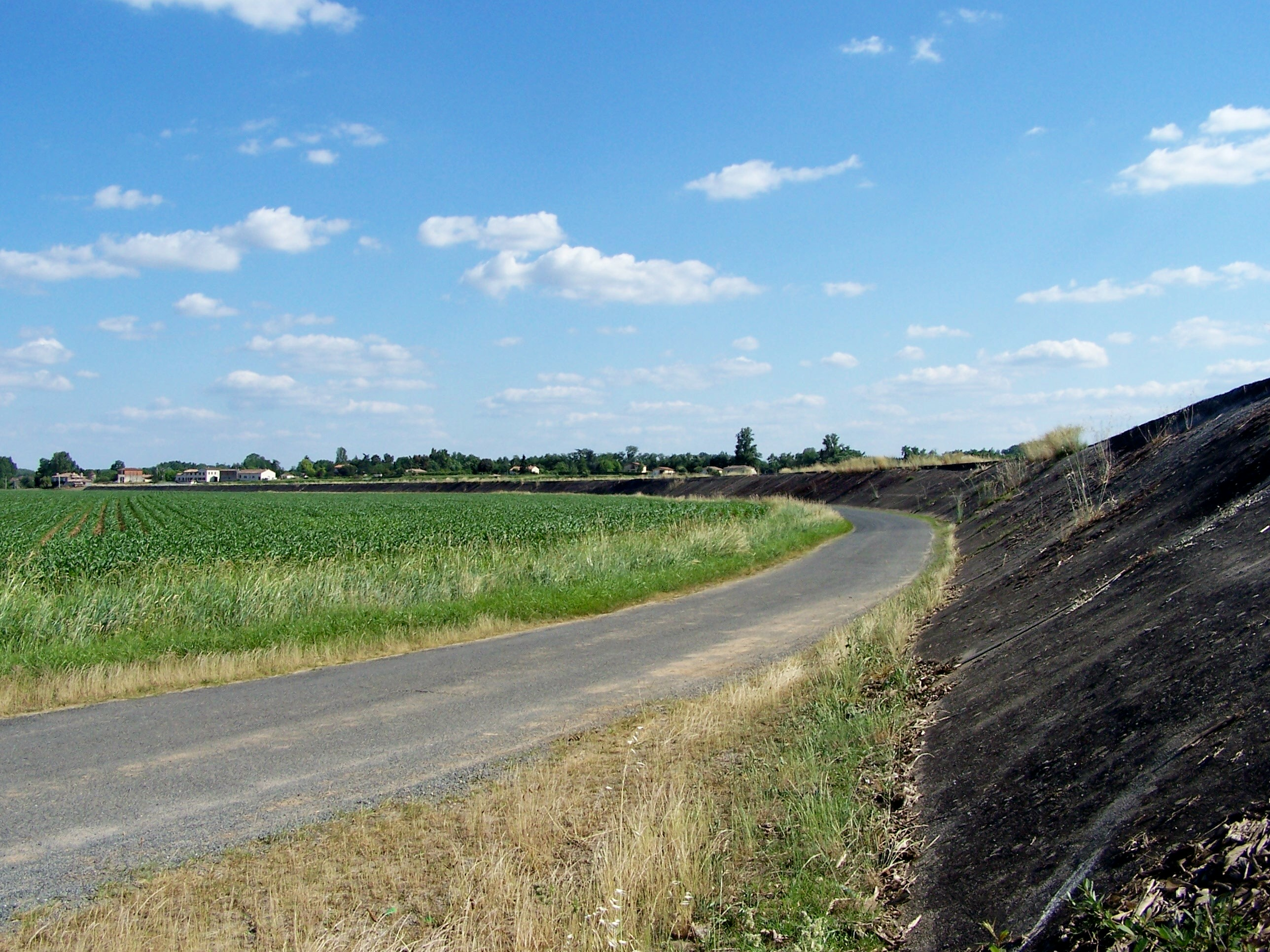
Digue le long de la Garonne, partie ouest en face de Bourdelles (juin 2009).
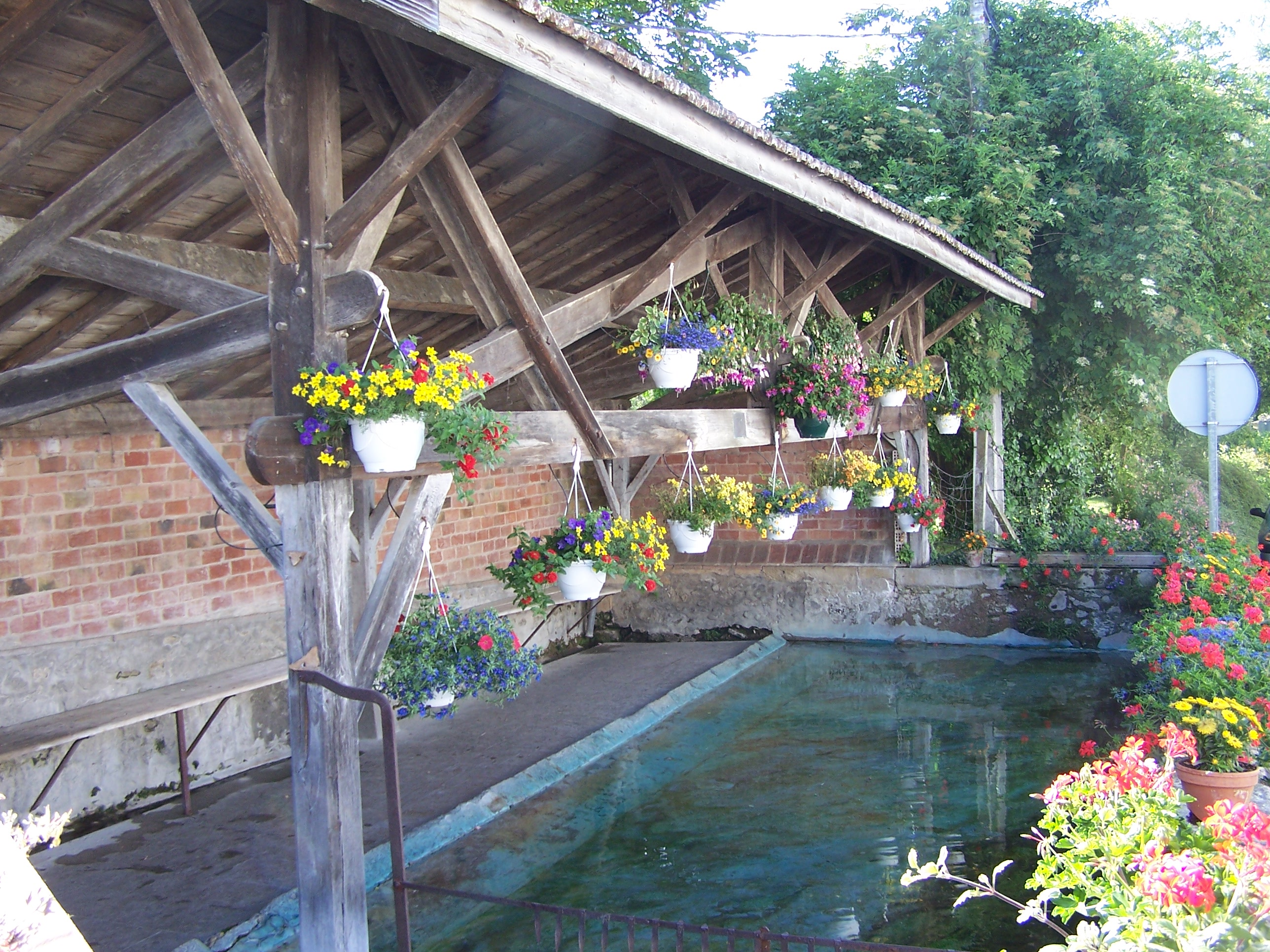
Lavoir dans le centre bourg (juin 2009).
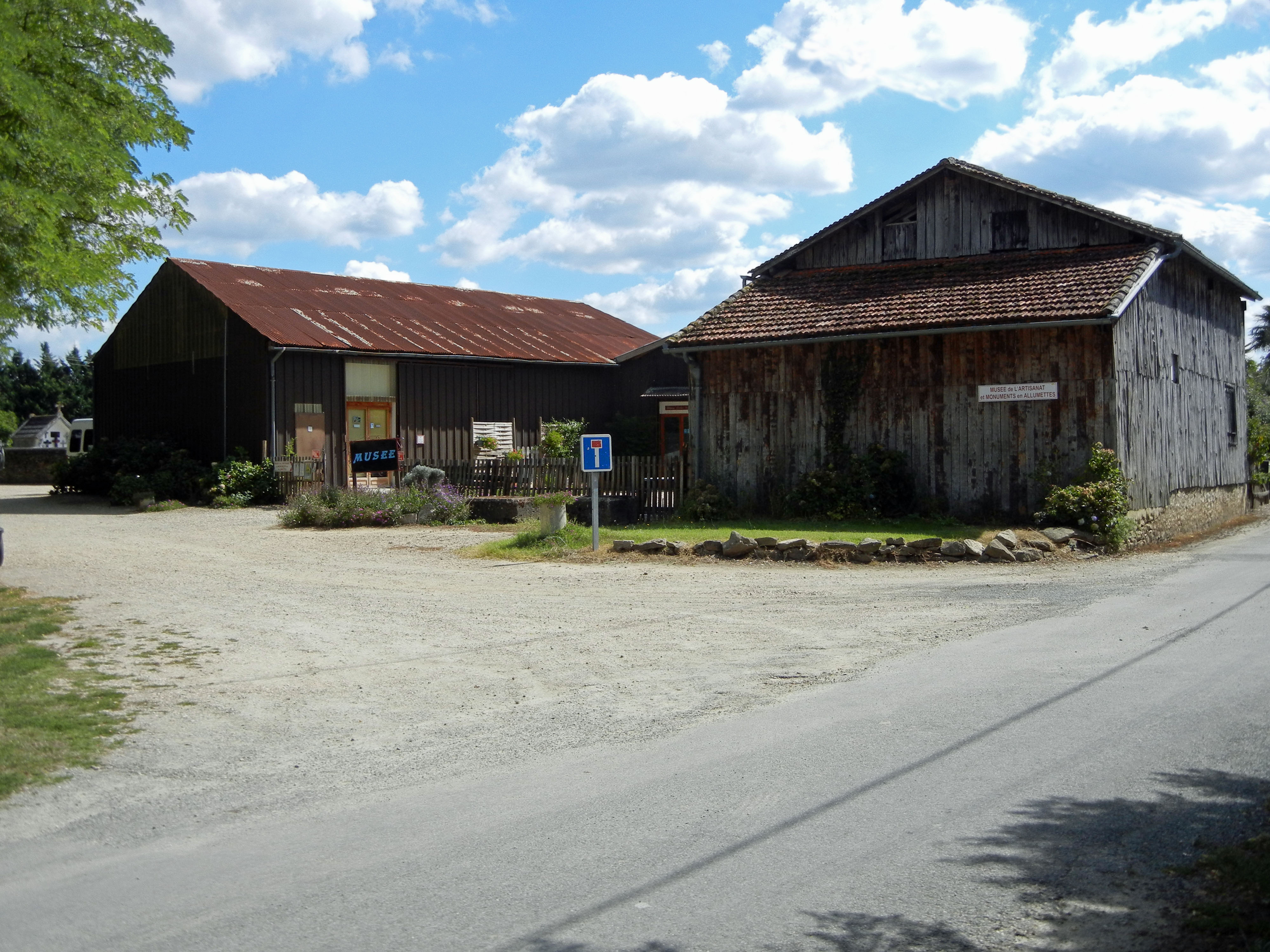
Musée des Allumettes et de l'Artisanat.
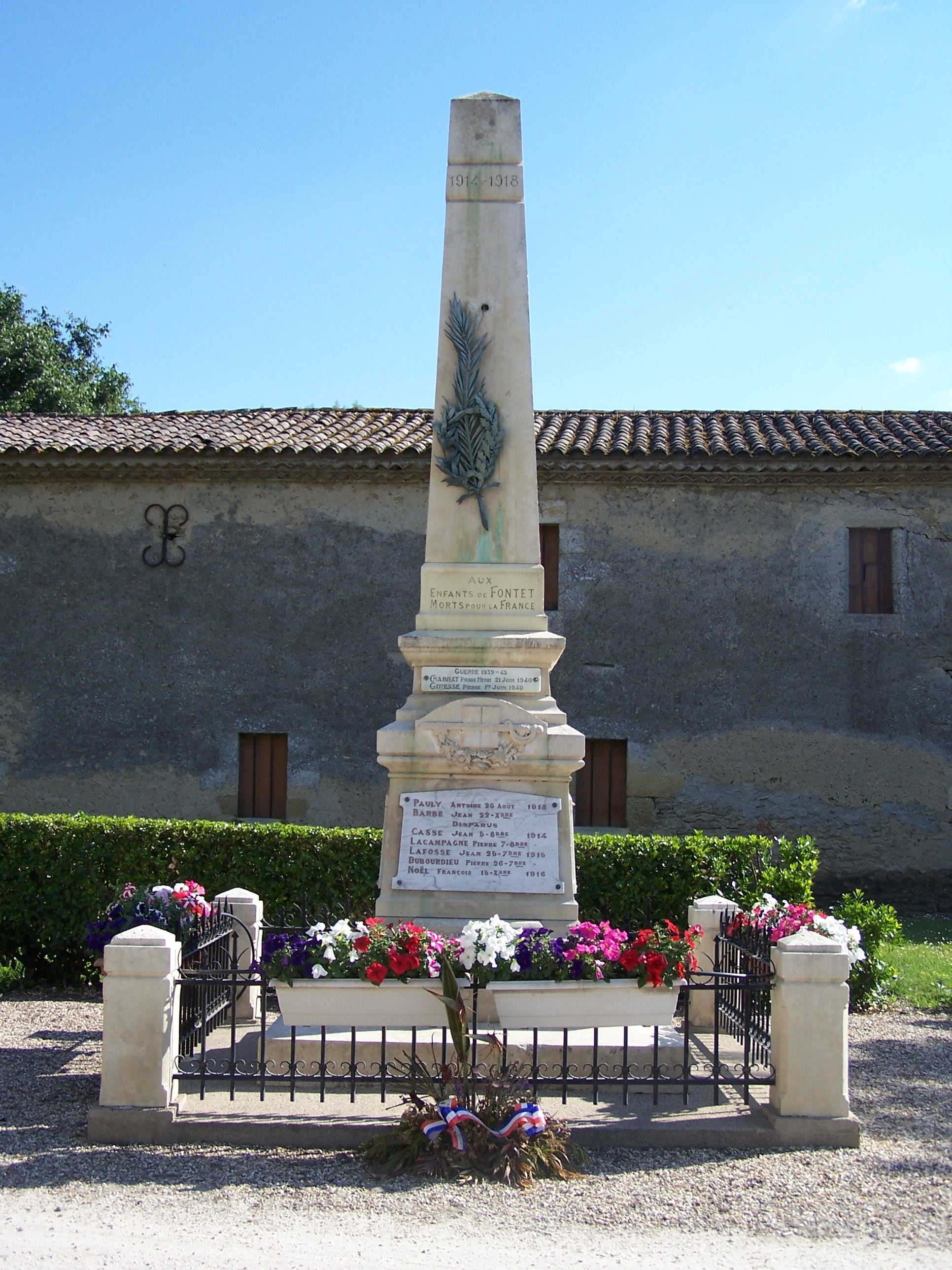
Le monument aux morts près de l'église (juin 2009).

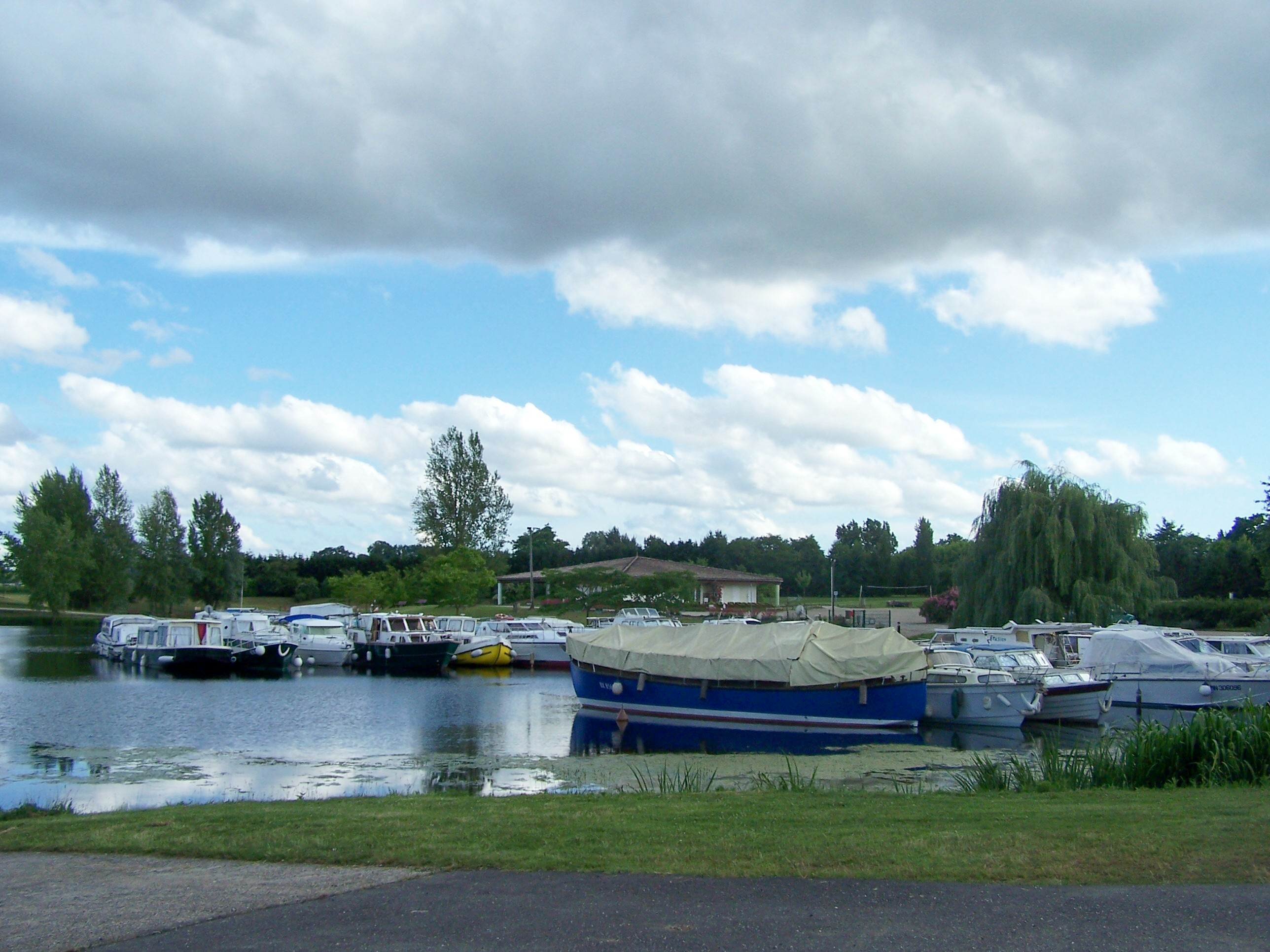
La base nautique jouxtant le canal (juin 2009).
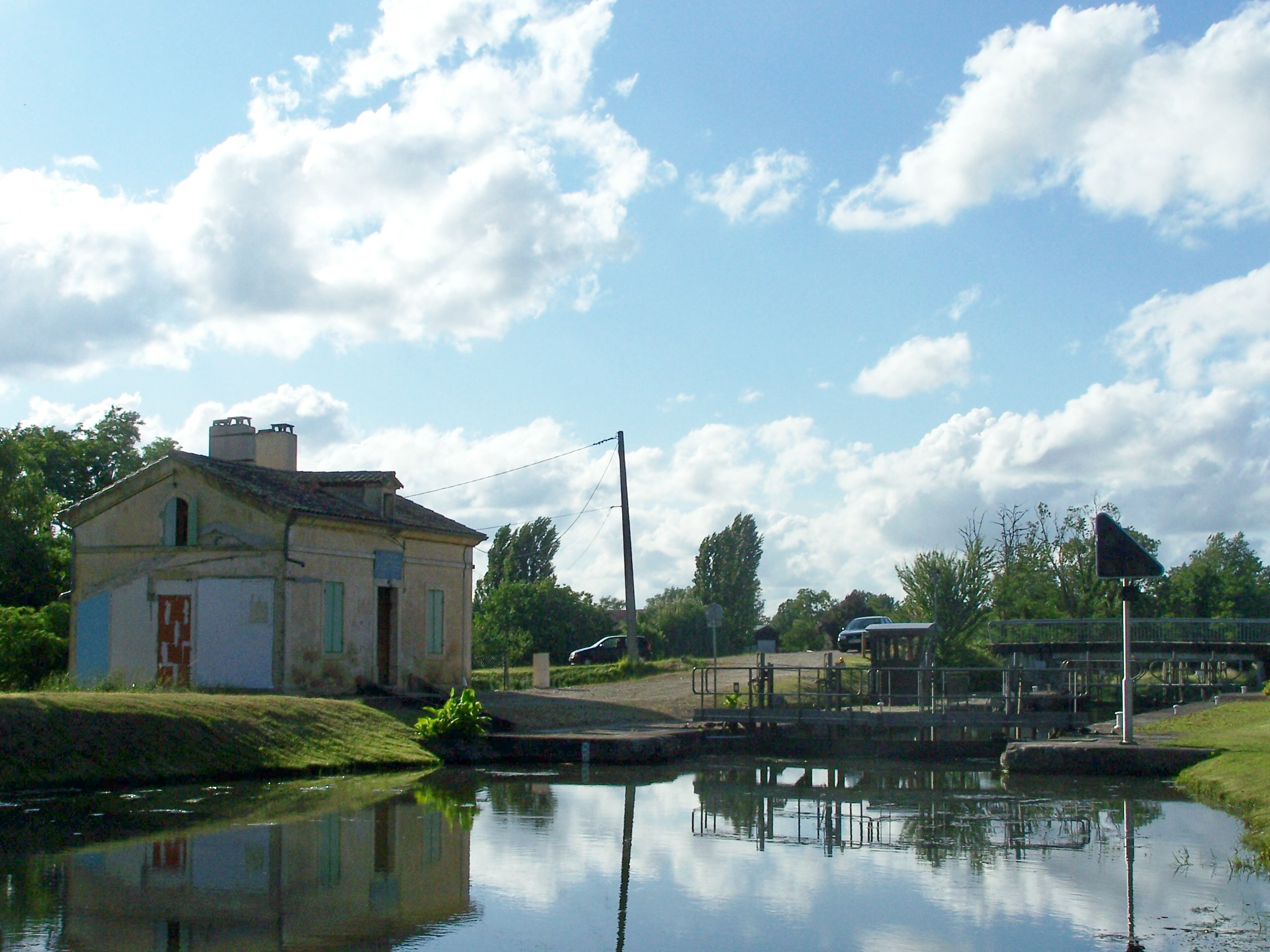
L'écluse no 48 de l'Auriole (juin 2009).
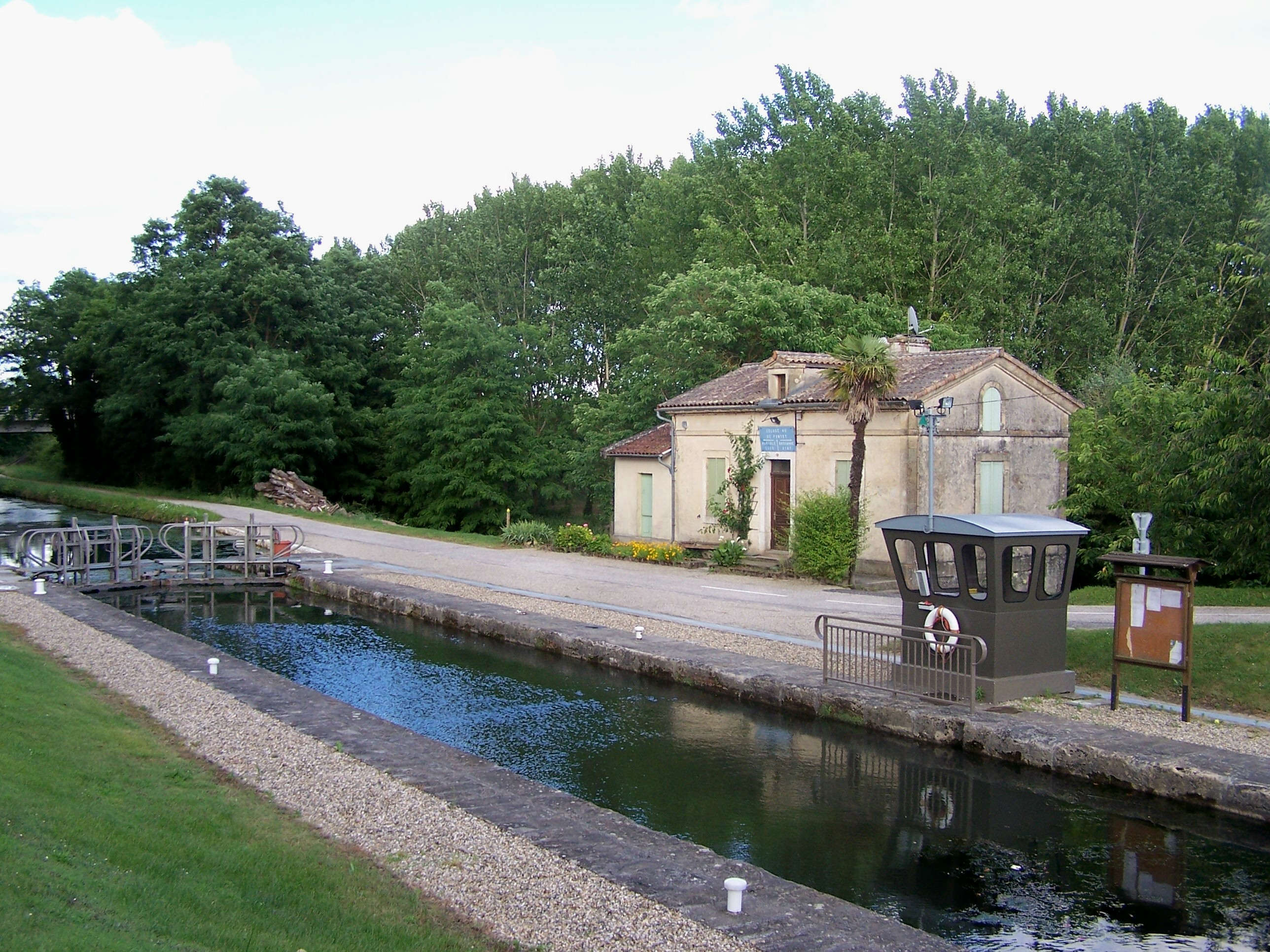
L'écluse no 49 de Fontet (juin 2009).
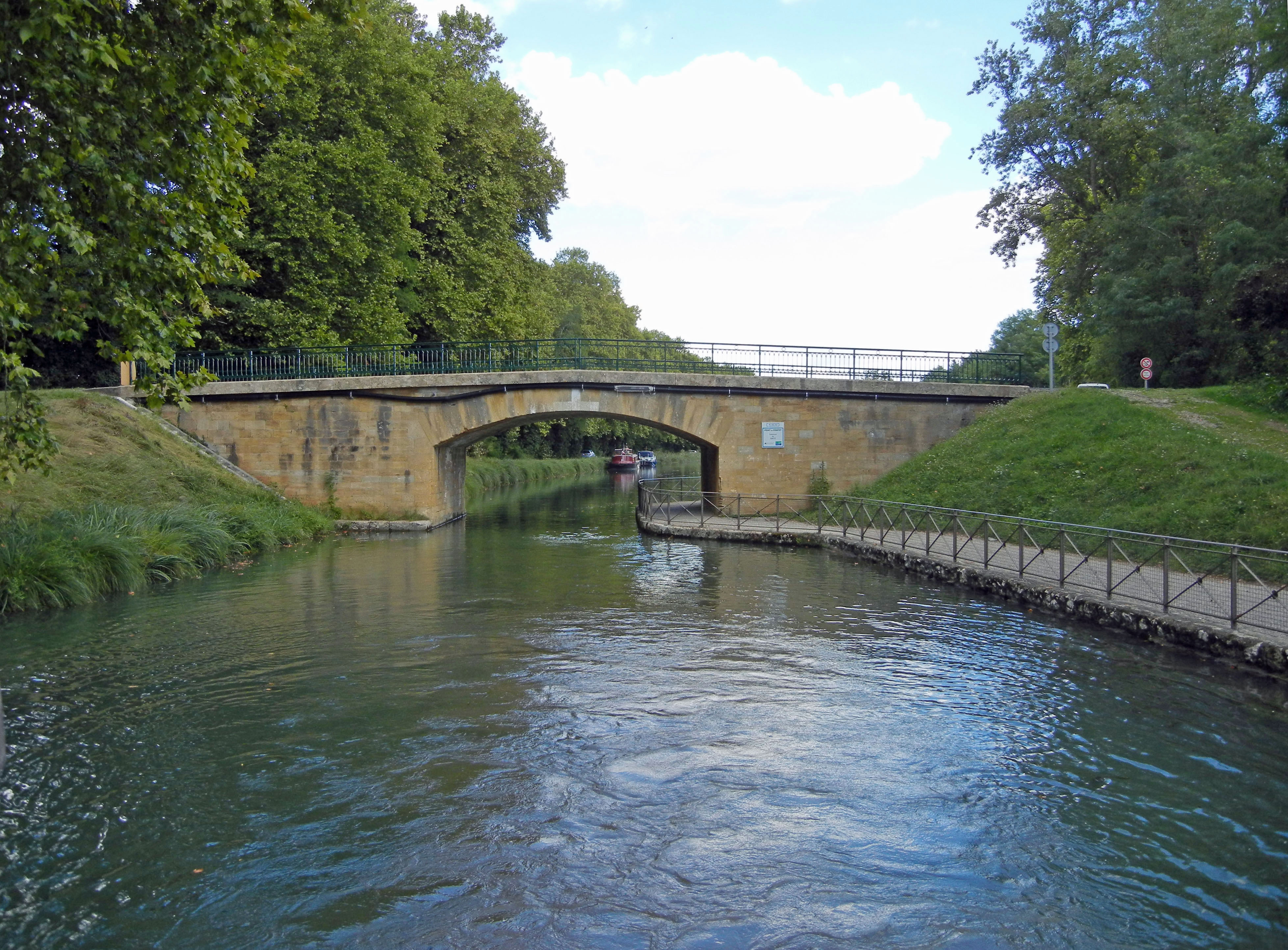
Pont sur le canal latéral à la Garonne.
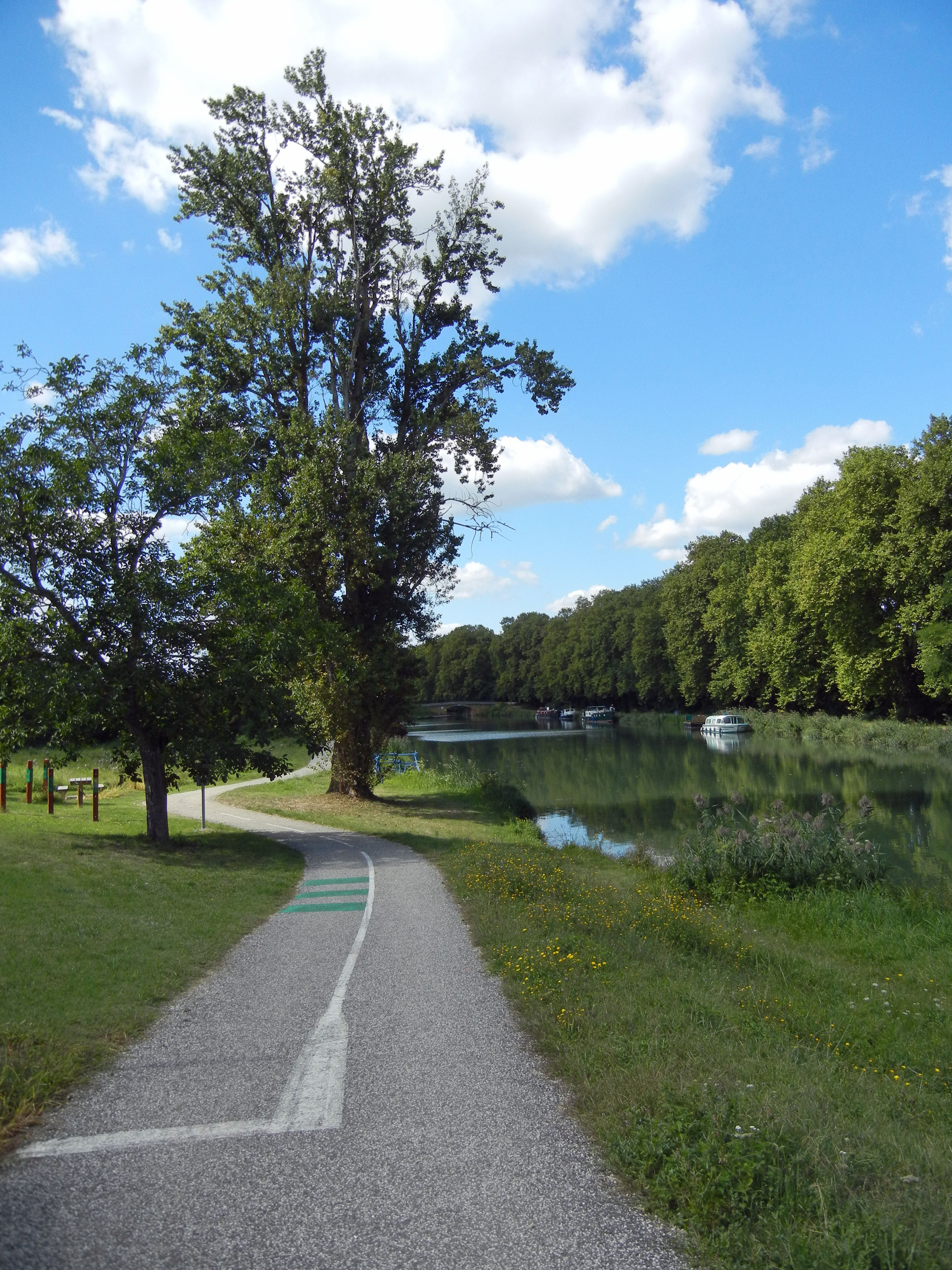
Piste cyclable le long du canal latéral à la Garonne.

### Personnalités liées à la commune
- Marie Joussaume (dite La Berguille) est née en 1829 à Loupiac et morte en 1904 à Fontet. En 1873 et 1874 elle signale plusieurs apparitions mariales. Fontet devient un lieu de pèlerinage Il y a tellement de monde qu’un service spécial est  instauré  entre  la  gare  de  La Réole  et  Fontet. (On  a  compté  jusqu’à  5000 personnes le 8 septembre 1873 ! )[32],[33]